# ラップのことば
ラップのことばは、P-VINE BOOKSが2010年4月2日に出版した単行本である。

## 概要
日本で活動するラッパー15人にラップのリリックを書き始め経緯や、普段のリリックの書き方やこだわりのインタビューをまとめたもの。インタビュー及び編集はライターである猪又孝が務めた。日本語の解釈や言葉の選定、ラップにおいて不可欠とされる韻をどの程度重視しているかなど、細かい部分までインタビューが行われている。
選定アーティストには日本のヒップホップシーン黎明期を支えたベテランから新鋭ラッパー、メジャーシーンで活躍するラッパーや現場で活躍するラッパーなど多種多様である。女性ラッパーも選定されている。

## 登場アーティスト
五十音順
- ANARCHY
- いとうせいこう（□□□）
- 宇多丸（RHYMESTER
- K DUB SHINE
- COMA-CHI
- サイプレス上野（サイプレス上野とロベルト吉野）
- SEEDA
- SEAMO
- Zeebra
- DABO
- 童子-T
- 般若
- PES（RIP SLYME）
- BOSE（スチャダラパー）
- Mummy-D（RHYMESTER）

## ラップのことば2
2014年4月11日、続編となるラップのことば2が出版された。インタビュー及び編集は前作と同じく猪又孝が担当。
登場アーティスト
五十音順
- AKLO
- 泉まくら
- VERBAL
- OMSB（SIMI LAB）
- GAKU-MC
- KREVA
- KEN THE 390
- SALU
- SHINGO★西成
- SKY-HI
- 環ROY
- daoko
- NORIKIYO
- ポチョムキン（餓鬼レンジャー）
- MACCHO（OZROSAURUS）